# Parabathyscia spinolai
Parabathyscia spinolai es una especie de escarabajo del género Parabathyscia, familia Leiodidae. Fue descrito por Zoia en 2003.

## Distribución
Se encuentra en Italia.